# Лейрер, Игнат Игнатович
Игна́т Игна́тович Ле́йрер (род. 15 апреля 1921; ст. Чулым, Новосибирская область, РСФСР — 13 декабря 1983; Ленинград, РСФСР, СССР) — советский актёр театра, кино и озвучивания, артист фронтовой бригады, участник Великой Отечественной войны. Заслуженный артист РСФСР (1958).

## Биография
Родился 15 апреля 1921 года на станции Чулым Новосибирской области. Отец — по происхождению австриец (ум. 1950), мать — уроженка Эстонии, домохозяйка (ум. 1954).
Учился Лейрер в школе-семилетке, которую окончил в 1936 году, после чего поступил в театральную студию при Новосибирском театре «Красный факел». По окончании студии вошёл в основную труппу театра, принимал участие в массовых сценах. Был призван в ряды Военно-морского флота, службу проходил в составе Балтийского дома. Во времена Великой Отечественной войны воевал в 6-бригаде Морской пехоты, а после ранения служил по охране водного района Ленинградской военно-морской базы. В 1943 году в качестве артиста-краснофлотца был приглашён в драматический театр Краснознамённого Балтийского флота. Служил там до расформирования 1956 года. Играл в театрах, снимался в кино.
Ушёл из жизни 13 декабря 1983 году в Ленинграде.

### Личная жизнь
- Жена — Нина Демьяновна Псурцева (1916—1982), актриса. От общего брака родилась дочь Татьяна (р. 1945)[1].

## Творчество

### Фильмография
- 1946 — Крейсер «Варяг» — матрос
- 1953 — Алеко — цыган
- 1955 — Два капитана — инструктор пилотажа
- 1956 — Искатели — Борисов
- 1961 — Братья Комаровы — кочегар; матрос на судне
- 1961 — Горизонт — собеседник у костра
- 1961 — Человек-амфибия — полицейский
- 1964 — Помни, Каспар! — эпизод
- 1965 — Авария — заведующий гаражом
- 1965 — В день свадьбы — Николай
- 1965 — Залп «Авроры» — командир отряда матросов
- 1965 — Рабочий посёлок — старший брат
- 1966 — Лестница в небо (фильм-спектакль) — участие
- 1967 — Где твой брат, Авель? — Он
- 1967 — Зависть — Прокудин
- 1967 — Кровавая свадьба — отец
- 1967 — Машина Килиманджаро — участие
- 1967 — Метелица — Еремеев
- 1967 — Происшествие, которого никто не заметил — влюблённый
- 1968 — Жизнь Матвея Кожемякина — дворник Созонт
- 1968 — Зыковы — Антипа Зыков (главная роль)
- 1968 — Три года — эпизод
- 1969 — Развязка — Данилин, связной шпиона
- 1970 — Зелёные цепочки — чекист
- 1970 — Король Лир — переводчик
- 1971 — В ночь лунного затмения — участие
- 1971 — Шифрованная записка — участие
- 1972 — Карпухин — Николай Ефимович Бобков
- 1973 — Две зимы и три лета — Подрезов
- 1975 — Первая глава — участие
- 1980 — Приключения Шерлока Холмса и доктора Ватсона (фильм второй) — Петер Штайлер-младший
- 2000 — Воспоминания о Шерлоке Холмсе — кадры роли. Петер Штайлер-младший

### Озвучивания
- 1959 — Великий поход — Ли Ю-го
- 1959 — Красный ураган — Линь Сян-цянь
- 1960 — Семья Мяннард — Андрес Мяннард
- 1963 — Оглянись в пути — Ронк

## Звания и награды
- Заслуженный артист РСФСР (21 февраля 1958)[3].
- Орден Красной Звезды[1] (1945).
- Медаль «За оборону Ленинграда»[1] (1945).
- Медаль «За победу над Германией в Великой Отечественной войне 1941—1945 гг.»[1] (1945).